# Codex Cospi

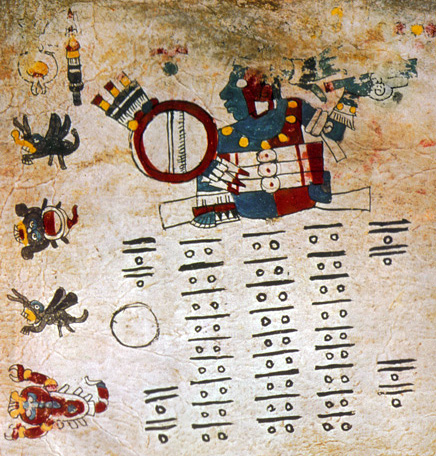
Une page du manuscrit

Le codex Cospi est un codex manuscrit précolonial mixtèque ou tlaxcaltèque conservé à la Bibliothèque universitaire de Bologne.

## Description
Il est composé de 20 feuillets en cuir animal plié en accordéon, 12 pages ont été laissées vides de tout dessin au verso. Il a pour dimensions : 18 × 18 cm, et une longueur de 3,30 m. C’est un des manuscrits possédant un des plus petits formats et le plus court en longueur. Il appartient au groupe Borgia par sa similarité au codex Borgia.
La couverture en cuir porte cette inscription : « Livre du Mexique, donné par monsieur le comte Valerio Zani à monsieur le marquis Cospi, le jour 26 décembre 1665. À demi effacé, on peut deviner l’ancien nom qui a été donné à ce manuscrit : le très insolite Libro della China.

## Origine
En 1665, le comte Valerio Zani fit cadeau de ce codex au marquis bolonais Ferdinando Cospi, qui l’intégra à ses collections qu'il s'apprêtait à offrir à la ville de Bologne. C’est un manuscrit précolonial qui présente le calendrier de 260 jours et plusieurs rituels. La première édition en fac-similé de ce codex fut publiée en 1831 par Lord Kingsborough et exécutée par Agostino Aglio.